# سكانو (أبروتسو)
سكانو (بالإيطالية: Scanno)‏ هي بلدية في مقاطعة لاكويلا في إقليم أبروتسو الإيطالي.

## السكان
في سنة 1861 بلغ عدد السكان 3٬286 نسمة، وتطور العدد ليصل في سنة 2011 لـ 1٬948 نسمة.
يظهر هذا المخطط البياني تطور النمو السكاني لـ سكانو (أبروتسو)